# Кроми
Кроми (рос. Кромы) — селище міського типу в Орловській області Російської Федерації, адміністративний центр Кромського району .

## Географія
Кроми розташовані на річці Недіна та Крома, ліва притока Оки, за 36 км на північний захід від міста Орел. Через селище проходить федеральна автодорога М2. За 3,5 км на південний схід від Кром проходить залізнична лінія Орел — Льгов Московської залізниці, на якій розташована однойменна станція.

## Історія
Кроми згадуються з 1147 року в Іпатіївському літописі, коли поселення перебувало в складі Чернігівського князівства. З середини XIV століття Кроми входять до складу Великого князівства Литовського. В актах XV століття згадуються князі Кромські, як гілка князів чернігівських, що володіли містом Кроми. Князь Іван (1440—1492) отримав ряд володінь від польського короля Казимира IV, а його син Андрій Іванович в 1500 році потрапив у московський полон в битві над Ведрошею та був відвезений до Москви.
В 1595 році у Кромах побудований острог для захисту від набігів кримських татар. У 1605 році в Кромах тримали оборону прихильники Лжедмитрія I, що витримали під керівництвом отамана А. Корели облогу військ Мстиславського, Шереметєва та Шуйського. У 1606 році загони «воєводи царевича Дмитра» Івана Болотнікова під Кромами завдали поразки військам московського царя Василя Шуйського. Взимку 1607-1608 років у районі Кром було місце зосередження військ самозванця Лжедмитрія II перед походом на Москву. В 1616 році місто та острог були зруйновані польськими військами. 
В 1625 році Кромська фортеця була відновлена, а в 1673 році її укріплення були посилені. До кінця XVII століття Кроми втратили своє оборонне значення.

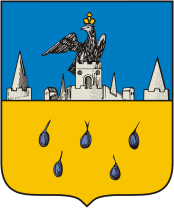
Гер Кроми 1781 року

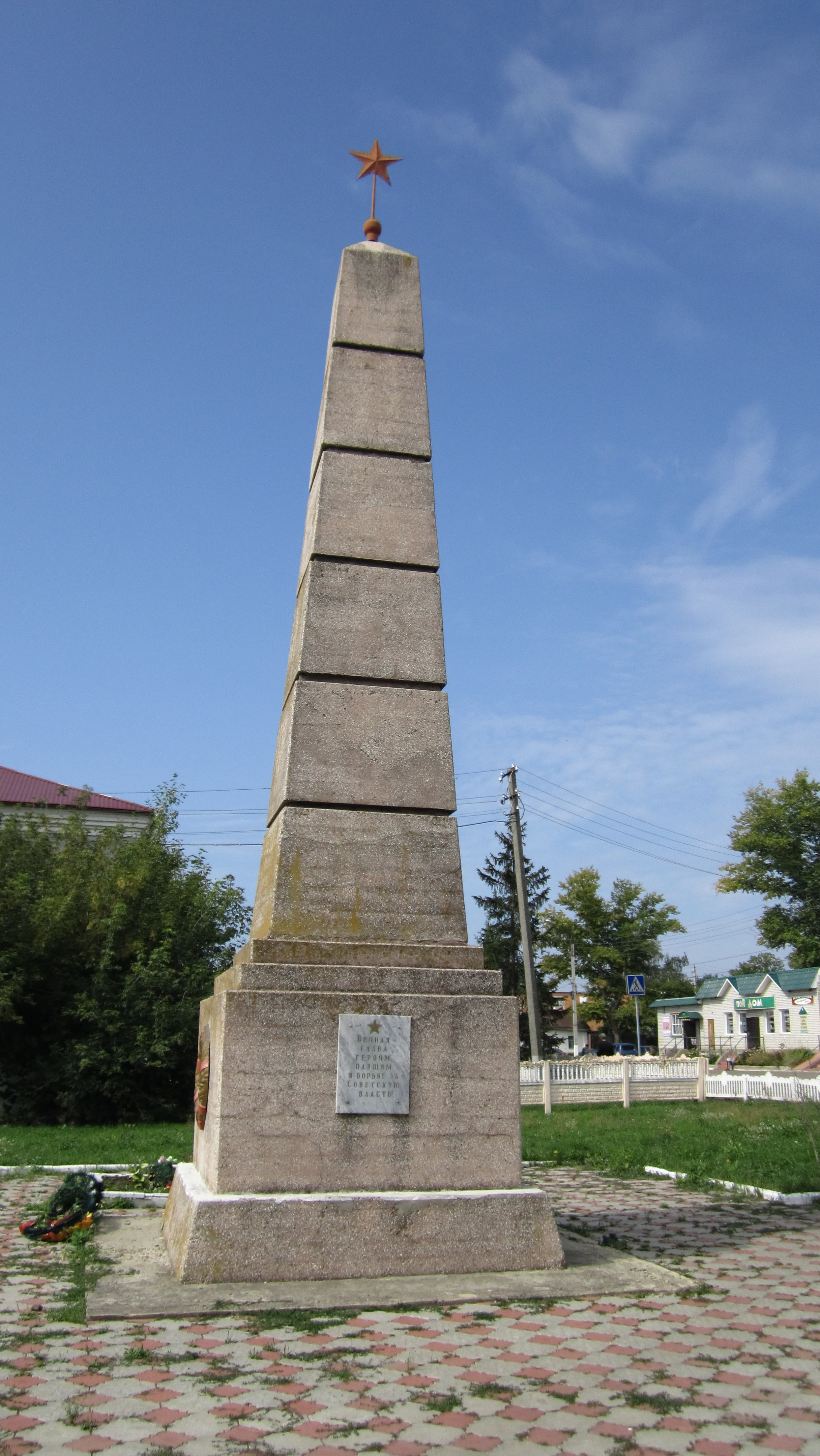

В 1778 році Кроми стають повітовим містом Кромського повіту Орловського намісництва, з 1796 року — Орловської губернії.
В середині XIX століття в місті налічувалося 5 церков, 365 будинків (з них 6 кам'яних), діяло 4 салотопенних, пивоварний та цегельний заводи.
До 1917 року в Кромах діяли: жіноча гімназія, вище початкове та чоловіче парафіяльне училища, громадська бібліотека, відділення книжкового складу губернського земства, земська лікарня, аптека та аптекарський склад, ветеринарна амбулаторія, поштово-телеграфна контора, міська в'язниця. Функціонували: Комітет товариства Червоного Хреста, товариство допомоги учням, товариство споживачів, вільно-пожежне товариство. Діяли 7 церков.
11 лютого 1924 року був скасований Кромський повіт, а місто Кроми позбавлений міського статусу та перетворений в село.
З 30 липня 1928 року Кроми є центром Кромського району Орловського округу Центрально-Чорноземної області, з 1937 року — Орловської області.
20 грудня 1957 року село Кроми віднесено до категорії робітничих селищ, а в 1959 році отримало статус селища міського типу.
З 1 січня 2006 року селище утворює міське поселення «Селище Кроми».

## Населення
Населення за роками

## Пам'ятки
У Кромах збереглися залишки земляних валів Кромської фортеці, кам'яна Миколаївська церква, закладена 9 червня 1838 року замість колишньої дерев'яної церкви, освячена 29 червня 1856 року, будівля міського казначейства (кінець XVIII століття), будівля жіночої гімназії 1875 року, Та деяка житлові будинків, побудованих в кінці XIX століття.

## Економіка
У селищі діє маслозавод, комбікормовий завод, швейна фабрика, хлібзавод.

## Уродженці
- Бившев Олександр Михайлович — російський поет-дисидент. Виступає з жорсткою критикою агресивного курсу путінської Росії, переслідується російською владою. Автор трьох книг віршів.
- Маркін Семен Григорович (1912—1978) — український радянський графік.